# Angraecopsis
Angraecopsis – rodzaj roślin z rodziny storczykowatych (Orchidaceae). Rośliny są epifitami lub litofitami i rosną w lasach Afryki na wysokościach od poziomu morza do około 1800 m. Gatunki z tego rodzaju występują w Kenii, Tanzanii, Ugandzie, Etiopii, Malawi, Mozambiku, Zambii, Zimbabwe, Gwinei, na Wybrzeżu Kości Słoniowej, w Nigerii, Sierra Leone, Kamerunie, Gabonie, Rwandzie, Zairze, na Komorach, Madagaskarze, Mauritiusie i Reunion.

## Morfologia
Rośliny z tego rodzaju są małe. Liście lancetowate, dość często sierpowate, nierównomiernie dwuklapowe na wierzchołku. Kwiatostan z dużą ilością niewielkich kwiatów. Kwiaty białe, zielone lub żółte z dość długą szypułką. Płatki lancetowate, asymetryczne przy bazie. Kolumna  krótka, dwie pyłkowiny, dwa pędy nierozgałęzione.

## Systematyka
Rodzaj sklasyfikowany do podplemienia Angraecinae w plemieniu Vandeae, podrodzina epidendronowe (‘’ Epidendroideae’’), rodzina storczykowate (Orchidaceae), rząd szparagowce (Asparagales) w obrębie roślin jednoliściennych.
Wykaz gatunków
- Angraecopsis cryptantha P.J.Cribb
- Angraecopsis dolabriformis (Rolfe) Schltr.
- Angraecopsis elliptica Summerh.
- Angraecopsis gassneri G.Will.
- Angraecopsis gracillima (Rolfe) Summerh.
- Angraecopsis hallei Szlach. & Olszewski
- Angraecopsis holochila Summerh.
- Angraecopsis ischnopus (Schltr.) Schltr.
- Angraecopsis lemurelloides P.J.Cribb & Hermans
- Angraecopsis lisowskii Szlach. & Olszewski
- Angraecopsis lovettii P.J.Cribb
- Angraecopsis macrophylla Summerh.
- Angraecopsis malawiensis P.J.Cribb
- Angraecopsis parva (P.J.Cribb) P.J.Cribb
- Angraecopsis parviflora (Thouars) Schltr.
- Angraecopsis pobeguinii (Finet) H.Perrier
- Angraecopsis tenerrima Kraenzl.
- Angraecopsis thomensis Stévart & P.J.Cribb
- Angraecopsis tridens (Lindl.) Schltr.
- Angraecopsis trifurca (Rchb.f.) Schltr.